# (21446) Tedflint
(21446) Tedflint (1998 HV18) – planetoida z pasa głównego asteroid okrążająca Słońce w ciągu 4,04 lat w średniej odległości 2,53 j.a. Odkryta 18 kwietnia 1998 roku.